# León de Venecia
El león de Venecia es una antigua escultura en bronce de un león alado situada en la Plaza de San Marcos, Venecia, la cual simboliza a la ciudad desde su llegada en el siglo XII.
Esta estatua corona una de las dos grandes columnas de granito de la plaza que fueron erigidas hacia el año 1268. Ha tenido una historia muy larga y oscura, y es probable que originalmente fuera una estatua de un león alado o grifo en el monumento al dios Sandón en la Tarso de Cilicia (actual sur de Turquía) hacia el 300 a. C.